# Sakurayu

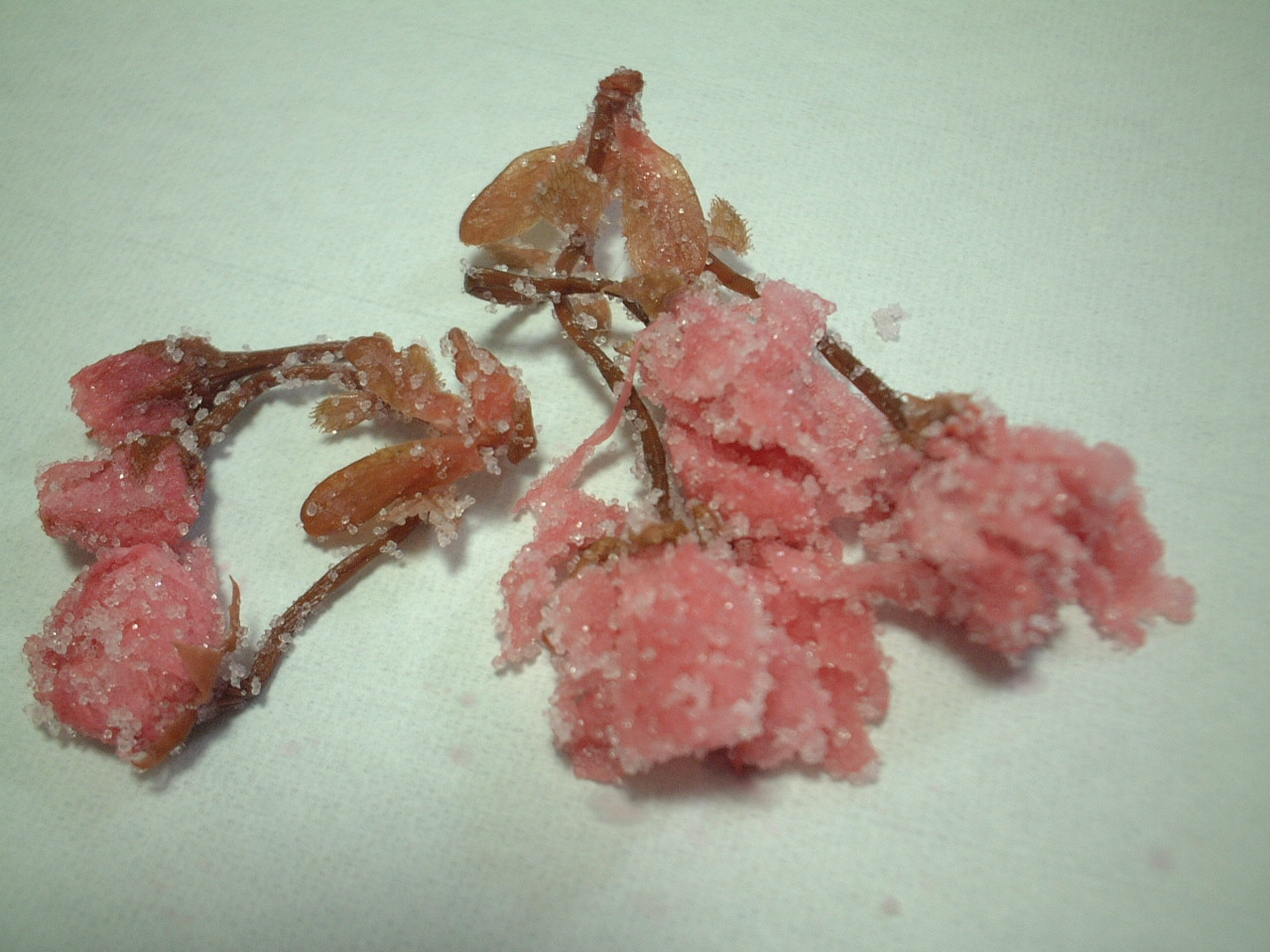
Pimpollos preparados como encurtido.

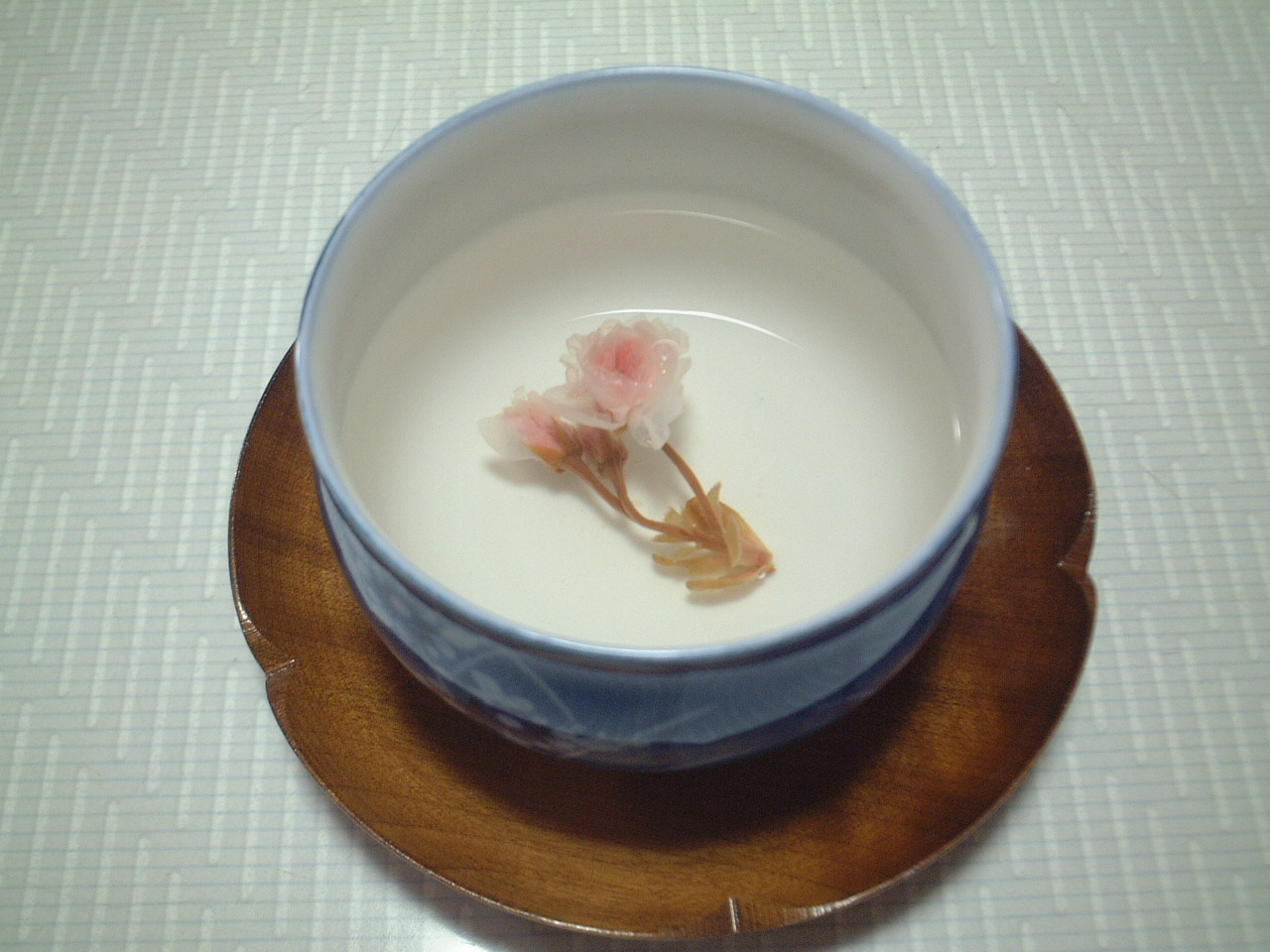
Taza de sakurayu.

Sakurayu (en japonés: 桜湯), Sakura-cha (桜茶), o té de pétalos de cerezo, es un tipo de infusión japonesa creada a partir de pimpollos de flor de cerezo preparados como encurtido y sumergidos en agua hirviendo. Esta infusión es un tipo de té de hierbas, y ha sido parte de la cultura del oriente de Asia durante muchas generaciones.

## Preparación
El ingrediente principal son los pétalos de pimpollos de cerezo, los cuales se cosechan cuando florecen los cerezos desde mediados a fines de la primavera. Luego de quitarles los cálices, los pétalos se preparan como encurtido con vinagre de ciruela y sal y posteriormente el producto es puesto a secar. Los pétalos de cerezo secos son almacenados o sellados en paquetes y comercializados. 
Para preparar el sakurayu, unos pocos pétalos secos, salados y encurtidos son colocados en una taza conteniendo agua caliente. Una vez que han sido cubiertos con agua hirviendo, los pétalos desecados se expanden y flotan en la infusión. Luego se deja que el té de hierbas madure hasta que el aroma alcance la intensidad deseada. La bebida resultante posee un sabor levemente salado.

## Ocasiones donde se sirve sakurayu
Existe una expresión japonesa que dice "ocha wo nigosu." "ocha" significa té, y "nigosu" significa poco claro. Por lo que la expresión literalmente significa hacer el té opaco. Sin embargo el significado de la expresión es "ser evasivo," "ser vago," o "no compromometerse." Por esta razón es que no se sirve té verde en los casamientos, aunque si se sirve "Sakura-yu" ya que representa "el principio," lo cual resulta muy apropiado para un casamiento.